# Croato-Américains
Les Croato-Américains sont les Américains ayant en partie ou en totalité une ascendance croate.
Selon l'American Community Survey, pour la période 2011-2015, 410 809 personnes déclarent avoir des ancêtres croates.